# Konstantinos Stephanopoulos
Konstantinos Stephanopoulos (tiếng Hy Lạp: Κωνσταντίνος Στεφανόπουλος) (15 tháng 8 năm 1926 – 20 tháng 11 năm 2016) là tổng thống thứ sáu của Đệ tam Cộng hoà Hy Lạp.
Stephanopoulos sinh ra ở Patras. Sau khi theo học tại trường Saint Andrew của Patras, ông học luật tại Đại học Athens. Ông hành nghề luật từ năm 1954 đến năm 1974 với vị trí một thành viên của Hiệp hội luật sư của Patras.
Ông đứng đầu cho cuộc bầu cử năm 1958, với Liên minh Quốc gia cấp tiến và được bầu lần đầu tiên là thành viên của Quốc hội cho Achaia vào năm 1964. Ông đã tái đắc cử cho các cử tri Dân chủ mới (ND) vào năm 1974, 1977, 1981 và 1985. Ông đã phục vụ như thư ký quốc hội ND và phát ngôn viên quốc hội từ năm 1981 và 1985.
Năm 1974, Stephanopoulos được bổ nhiệm làm Thứ trưởng Bộ Thương mại trong chính phủ thống nhất quốc gia của Constantine Karamanlis. Trong bảy năm tiếp theo, ông đã giữ một số chức bộ trưởngtrong chính phủ dân chủ mới: Bộ trưởng Bộ Nội vụ từ tháng 11 năm 1974 đến tháng 9 năm 1976, Bộ trưởng Bộ Dịch vụ Xã hội từ tháng 9 năm 1976 đến tháng 11 năm 1977, Bộ trưởng cho Văn phòng tổng thống giai đoạn 1977 – 1981.
Trong tháng 8 năm 1985, ông rút khỏi ND và vào ngày 6 tháng 9 cùng năm hình thành Đổi mới Dân chủ (DIANA). Ông được bầu làm thành viên của Quốc hội khu vực Athens trong cuộc bầu cử năm 1989 trong khi vẫn tiếp tục là chủ tịch của DIΑΝΑ, cho đến khi đảng tan rã vào tháng 6 năm 1994.
Trong cuộc bầu cử tổng thống năm 1995, sau khi được đề cử bởi Mùa xuân Chính trị bảo thủ và sự hỗ trợ của Phong trào cầm quyền Panhellenic xã hội (PASOK), ông được bầu làm Tổng thống của Hy Lạp vào ngày 08 tháng ba 1995. Ông trở thành Chủ tịch thứ tám kể từ khi khôi phục lại một hệ thống dân chủ của chính phủ vào năm 1974, chiến thắng trong cuộc bầu cử vào một lá phiếu thứ ba với 181 phiếu. Ông đã được bầu lại làm Tổng thống của Hy Lạp vào ngày 08 tháng 2 năm 2000, trên lá phiếu đầu tiên sau khi nhận được 269 phiếu bầu 298 nghị sĩ hiện tại, và ở lại văn phòng cho đến khi 02 tháng 3 năm 2005, khi ông đã kế nhiệm bởi Karolos Papoulias.